# Como Vejo o Mundo
Em sua obra filosófica Como Vejo o Mundo, Einstein procura enfatizar seu ponto de vista do mundo e suas concepções em temas fundamentais à formação do homem, tais como o sentido da vida, o lugar do dinheiro, o fundamento da moral e a liberdade individual. O Estado, a educação, o senso de responsabilidade social, a guerra e a paz, o respeito às minorias, o trabalho, a produção e a distribuição de riquezas, o desarmamento, a convivência pacífica entre as nações são alguns dos temas de que ele trata, dentre outros.

## Religião e ciência
No tema religião, o autor clarifica seu ponto de vista de Deus e religiosidade. Ele cita que as raízes da religião e sua experiência são múltiplas e que todas as ações e todas as imaginações humanas têm em vista satisfazer as necessidades do homem e trazer lenitivo às suas dores, e negar tal religiosidade e recusar essa evidência é não compreender a vida do espírito e seu progresso, porque pela visão dele experimentar e desejar constituem os impulsos primários do ser, antes mesmo de se considerar a majestosa criação desejada.
E, na sociedade primitiva, pela ponto de vista dele, o temor suscita representações religiosas para atenuar a angústia da fome, o medo das feras, das doenças e da morte. Nesse momento da história da vida, a compreensão das relações causais mostra-se limitada e o espírito humano tem de inventar seres mais ou menos à sua imagem e a representação religiosa se torna a religião chamada por ele de Religião-Angústia. Para essas civilizações primitivas, os Deuses tinham imagens semelhantes às nossas, e se transferiria para essas imagens a vontade e o poder delas e as experiências dolorosas e trágicas de seu destino.

## Ideologia
E, sob essa ideologia, montaram-se hierarquias, que em certos momentos aproveitaram para adquirir poder, e nessa transição de relações surge o que por ele se denomina Deus-Providência. E, nesse contexto da visão religiosa, ele preside o destino, socorre, recompensa e castiga. É esse o sentido da religião vivida de acordo com o conceito social ou moral de Deus, nesse momento. E nessa evolução Einstein cita a passagem clara de uma Religião-Angústia para uma Religião-Moral; ele cita nessa passagem que todas as simbioses existem ainda, ou seja, ainda há uma relação com a Religião-Angústia, mas a Religião-Moral predomina onde a vida social atinge um nível superior.
Esses dois tipos de religiões traduzem uma ideia de Deus pela imaginação do homem de acordo com ele, e somente indivíduos particularmente ricos de sabedoria e comunidades particularmente sublimes se esforçam para ultrapassar essas experiências religiosas. Todos, no entanto, podem atingir a religião que ele denomina o último grau, raramente acessível em sua pureza total que ele chama pelo nome de Religiosidade Cósmica, a religiosidade que movia o seu interior, uma religiosidade que procura observar nas leis da Natureza , do Cosmo, uma sublime harmonia que em sua plenitude consegue ultrapassar infinitamente a nossa capacidade de compreendê-la na sua forma pura. E essa religiosidade, esse espírito de entender o celeste, certamente moveu homens como Isaac Newton, Galileu Galilei, Johannes Kepler, entre outros cientistas que se guiaram pela ciência pura.
Ele cita exemplos dessa religião cósmica nos primeiros momentos da evolução em alguns salmos de Davi e em alguns profetas. Em grau infinitamente mais elevado, o Budismo organiza os dados do Cosmos , que os maravilhosos textos de Schopenhauer nos ensinaram a decifrar. Para ele os gênios religiosos de todos os tempos se distinguiram por essa religiosidade ante o Cosmo.
Portanto, para Einstein, ela não tem dogmas, nem Deus concebido à imagem do homem, logo nenhuma igreja ensina a religião cósmica. Eis um breve discurso escrito por ele:
| “ | O espírito científico, fortemente armado com seu método, não existe sem a religiosidade cósmica. Ela se distingue da crença das multidões ingênuas que consideram Deus um Ser de quem esperam benignidade e do qual temem o castigo – uma espécie de sentimento exaltado da mesma natureza que os laços do filho com o pai –, um ser com quem também estabelecem relações pessoais, por respeitosas que sejam. Mas o sábio, bem convencido da lei de causalidade de qualquer acontecimento, decifra o futuro e o passado submetidos às mesmas regras de necessidade e determinismo. A moral não lhe suscita problemas com os deuses, mas simplesmente com os homens. Sua religiosidade consiste em espantar-se, em extasiar-se diante da harmonia das leis da natureza, revelando uma inteligência tão superior que todos os pensamentos humanos e todo seu engenho não podem desvendar, diante dela, a não ser seu nada irrisório. Este sentimento desenvolve a regra dominante de sua vida, de sua coragem, na medida em que supera a servidão dos desejos egoístas. Indubitavelmente, este sentimento se compara àquele que animou os espíritos criadores religiosos em todos os tempos. | ” |

  Para que as riquezas?
| “ | Todas as riquezas do mundo , ainda mesmo nas mãos de um homem inteiramente devotado à ideia do progresso, jamais trarão o menor desenvolvimento moral para a Humanidade. Somente seres humanos excepcionais e irrepreensíveis suscitam ideias generosas e ações elevadas. Mas o dinheiro polui tudo e degrada sem piedade a pessoa humana. Não se pode comparar a generosidade de um Moisés, de um Jesus ou de um Gandhi com a generosidade de uma Fundação Carnegie qualquer. | ” |